# Architecture en bois
 (septembre 2023).
La mise en forme du texte ne suit pas les recommandations de Wikipédia : il faut le « wikifier ».
Les points d'amélioration suivants sont les cas les plus fréquents. Le détail des points à revoir est peut-être précisé sur la page de discussion.
- Les titres sont pré-formatés par le logiciel. Ils ne sont ni en capitales, ni en gras.
- Le texte ne doit pas être écrit en capitales (les noms de famille non plus), ni en gras, ni en italique, ni en « petit »…
- Le gras n'est utilisé que pour surligner le titre de l'article dans l'introduction, une seule fois.
- L'italique est rarement utilisé : mots en langue étrangère, titres d'œuvres, noms de bateaux, etc.
- Les citations ne sont pas en italique mais en corps de texte normal. Elles sont entourées par des guillemets français : « et ».
- Les listes à puces sont à éviter, des paragraphes rédigés étant largement préférés. Les tableaux sont à réserver à la présentation de données structurées (résultats, etc.).
- Les appels de note de bas de page (petits chiffres en exposant, introduits par l'outil «  Source ») sont à placer entre la fin de phrase et le point final[comme ça].
- Les liens internes (vers d'autres articles de Wikipédia) sont à choisir avec parcimonie. Créez des liens vers des articles approfondissant le sujet. Les termes génériques sans rapport avec le sujet sont à éviter, ainsi que les répétitions de liens vers un même terme.
- Les liens externes sont à placer uniquement dans une section « Liens externes », à la fin de l'article. Ces liens sont à choisir avec parcimonie suivant les règles définies. Si un lien sert de source à l'article, son insertion dans le texte est à faire par les notes de bas de page.
- La présentation des références doit suivre les conventions bibliographiques. Il est recommandé d'utiliser les modèles {{Ouvrage}}, {{Chapitre}}, {{Article}}, {{Lien web}} et/ou {{Bibliographie}}. Le mode d'édition visuel peut mettre en forme automatiquement les références.
- Insérer une infobox (cadre d'informations à droite) n'est pas obligatoire pour parachever la mise en page.

Pour une aide détaillée, merci de consulter Aide:Wikification.
Si vous pensez que ces points ont été résolus, vous pouvez retirer ce bandeau et améliorer la mise en forme d'un autre article.
Les constructions en bois peuvent varier en taille et en complexité, allant de petites cabanes de jardin à des structures de plusieurs étages et de grande envergure. L'utilisation de techniques de construction en bois traditionnelles, telles que le poteau-poutre et le colombage, est de plus en plus courante dans la construction de bâtiments modernes en bois.
Il existe la charpente traditionnelle qui est une technique consistant à assembler des pièces de bois de section carrée ou rectangulaire pour former une structure en triangulation.
Le madrier empilé est une technique souvent utilisée pour la construction de maisons en rondins. Elle consiste à empiler des troncs d'arbres horizontalement pour former les murs. Les troncs sont équarris et ajustés les uns aux autres grâce à des encoches.
Les bâtiments en bois peuvent également être construits en utilisant des méthodes de construction modernes, telles que le contreplaqué de bois type lamellé-collé ou les panneaux de bois massif.
Il existe d'autres techniques de construction en bois, chacune ayant ses avantages et inconvénients en termes de coût, de solidité, de durabilité, et de facilité de mise en œuvre. Le choix de la technique dépendra donc des besoins et des contraintes spécifiques du projet de construction.
L'architecture bois vernaculaire inspire les ouvrages contemporains. Le matériau bois permet à l'architecture de concevoir des ouvrages stockant du carbone et d'être plus vertueux. Certains spécialistes comme Yves Weinand, architecte et professeur à l'École polytechnique fédérale de Lausanne, disent qu'il faut repenser l'architecture avec les matériaux biosourcés disponibles localement et imaginer des constructions réversibles, démontables voire réemployables.
L'architecture bois complète les sujets en lien avec l'architecture écologique développée par Dominique Gauzin-Müller, autour du concept de Frugalité heureuse et créative et l'architecture bioclimatique.

## Formation
Les écoles d'architectures intègrent de plus en plus des modules de formation de conception et de construction bois. C'est le cas de l'ENSA de Nancy.
Dans les années 90, l'École polytechnique fédérale de Lausanne initie sous l'impulsion de Julius Natterer, Roland Schweitzer et Jean-Luc Sandoz, un premier cursus de formation internationale dédiée aux architectes et des charpentiers désirant parfaire leur connaissance du matériau bois et de son dimensionnement.

## Grandes étapes de l'architecture bois: chronologie et ouvrages remarquables
Ponts
- 1989 : Le pont de Vallorbe à Ballaigues[8]

Églises
- 1999 : Eine-Welt-Kirche, Schneverdingen[9]
- 2011 : Construction du toit de l'église évangélique libre du Christ d'Heiligenstadt (de)[10]

Charpentes
- 2007 : Zénith de Limoges[11]
- 2010 : Pavillon du Luxembourg à l'exposition universelle de Shanghai[12]

Surélévations
- 2014 : Surélévation de 3 niveaux en bois (à R+7 structure, vêture, ossature bois) et restructuration lourde en milieu occupé d’une résidence sociale (COALLIA) de 256 logements, bureaux, cuisines collectives, une mosquée, création d'une maison relais médicalisée, 13e arrondissement de Paris[13].

Planchers
- Il existe de nombreux types de planchers en bois comme les contre-collés-croisés connus sous le nom de CLT et des planchers plus écologiques, type planchers massifs cloués O'Portune, car nécessitant moins de matière bois et pas de colles[14],[15],[16].

Tour en bois
- 2003 : Tour de Sauvabelin, Lausanne[17]
- 2006 : Wiler Turm, Wil (Saint-Gall), Canton de Saint-Gall[18]
- 2018 : Conception d'une tour de 52 logements en accession, commerces activités en bois de 14 étages[19].
- 2021 : Restructuration de 3 bâtiments en structure bois de 24 logements sociaux collectifs avec commerces et activité, de 5 maisons de ville et de bureaux, rue de Domrémy, dans le 13e arrondissement de Paris, projet porté par la Régie immobilière de la ville de Paris[20],[21].
- 2021 : Tour en bois de 10 niveaux, le Palazzo Méridia de Nice[22]

Structures géodésiques
- Polydôme EPFL, 1991[23]
- Toit de l'Exposition universelle de 2000, Hanovre 2000[24],[25]

Structures à membrane
- Des grandes structures avec des membranes type ETFE comme les infrastructures sportives de Vanves[26],[27]

## Illustration de l'architecture en bois

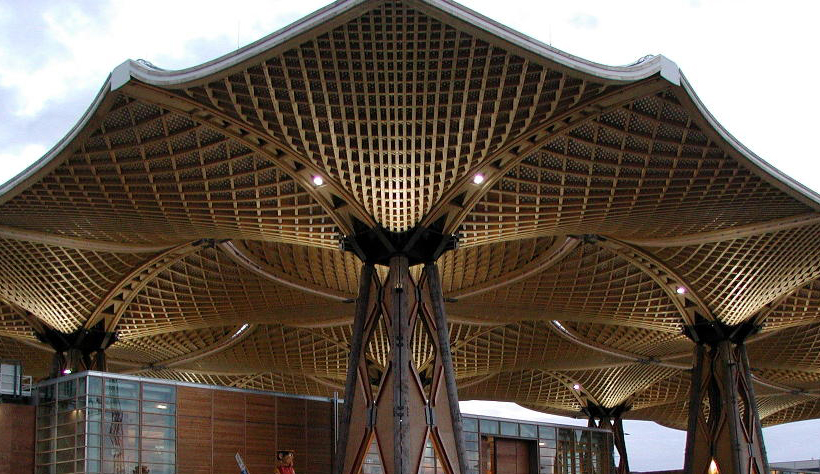
Toiture Expo Universelle de Hannover 2000
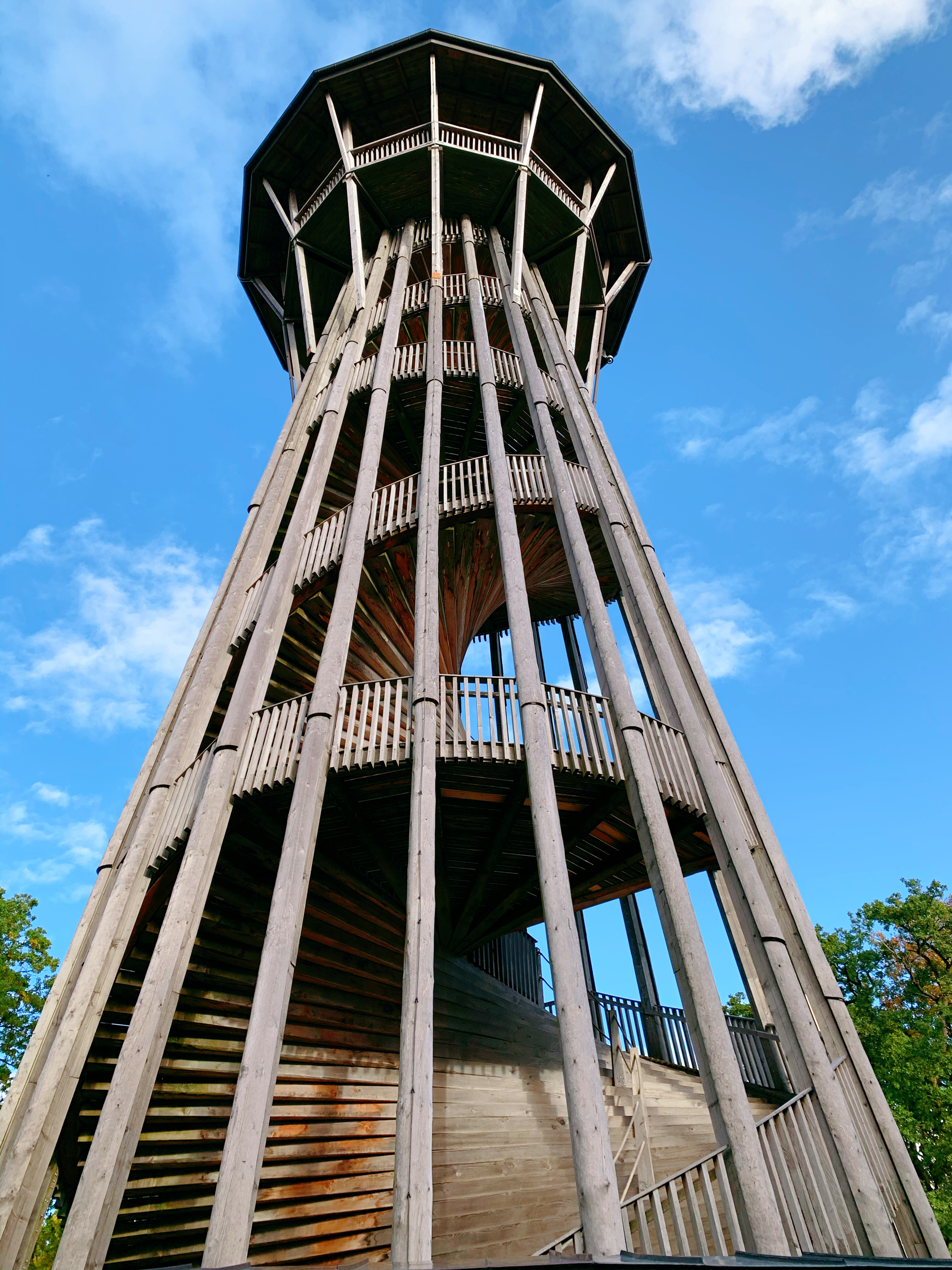
Conception de la Tour de Sauvabelin
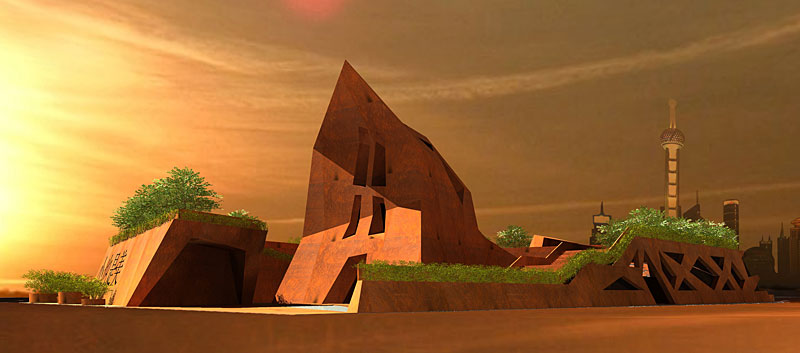
Pavillon du Luxembourg expo de Shanghai
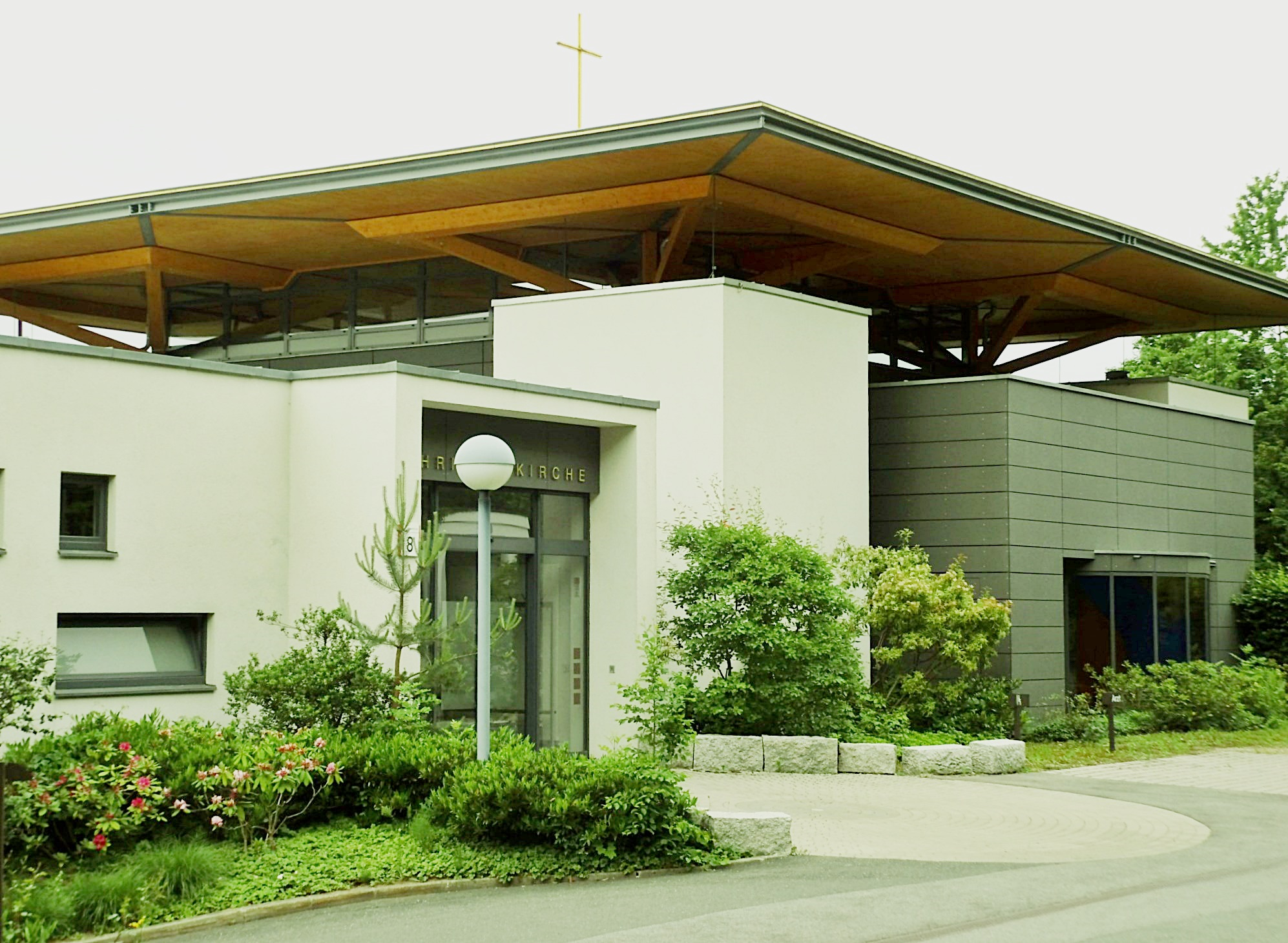
Toiture de l'église de Heiligenstadt
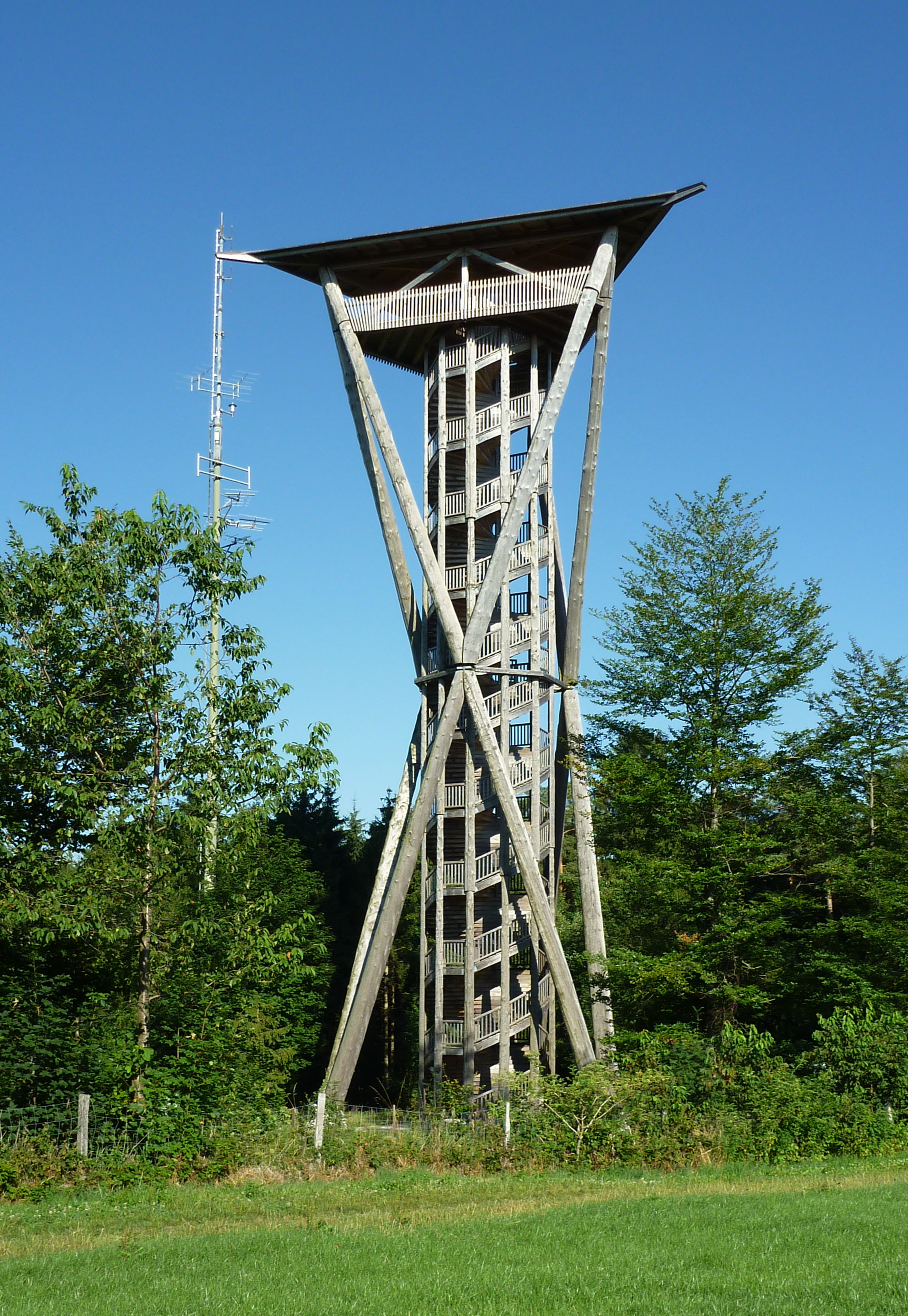
Conception de la Wiler Turm (de) à Saint-Gall
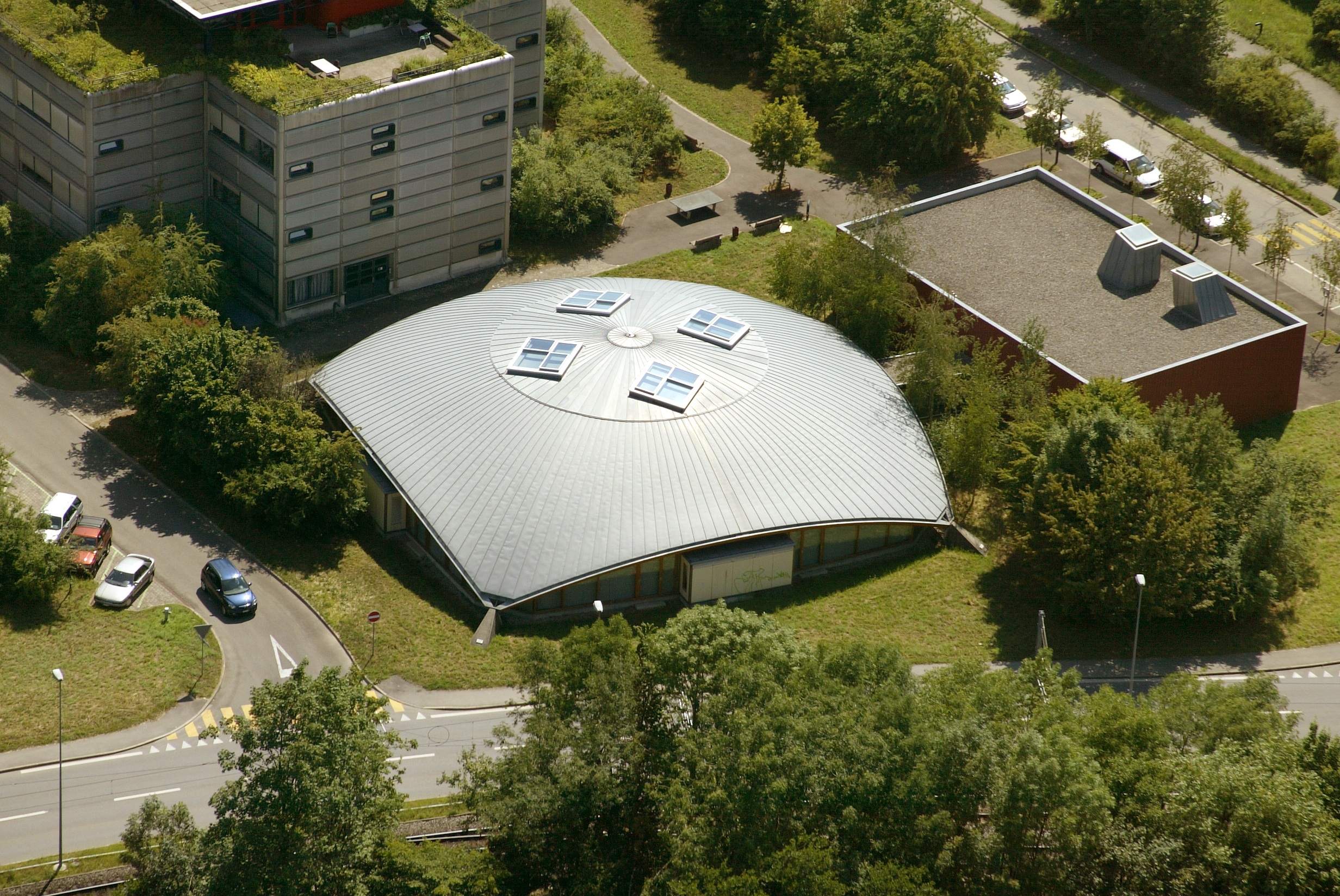
Vue du ciel de l'EPFL Polydôme
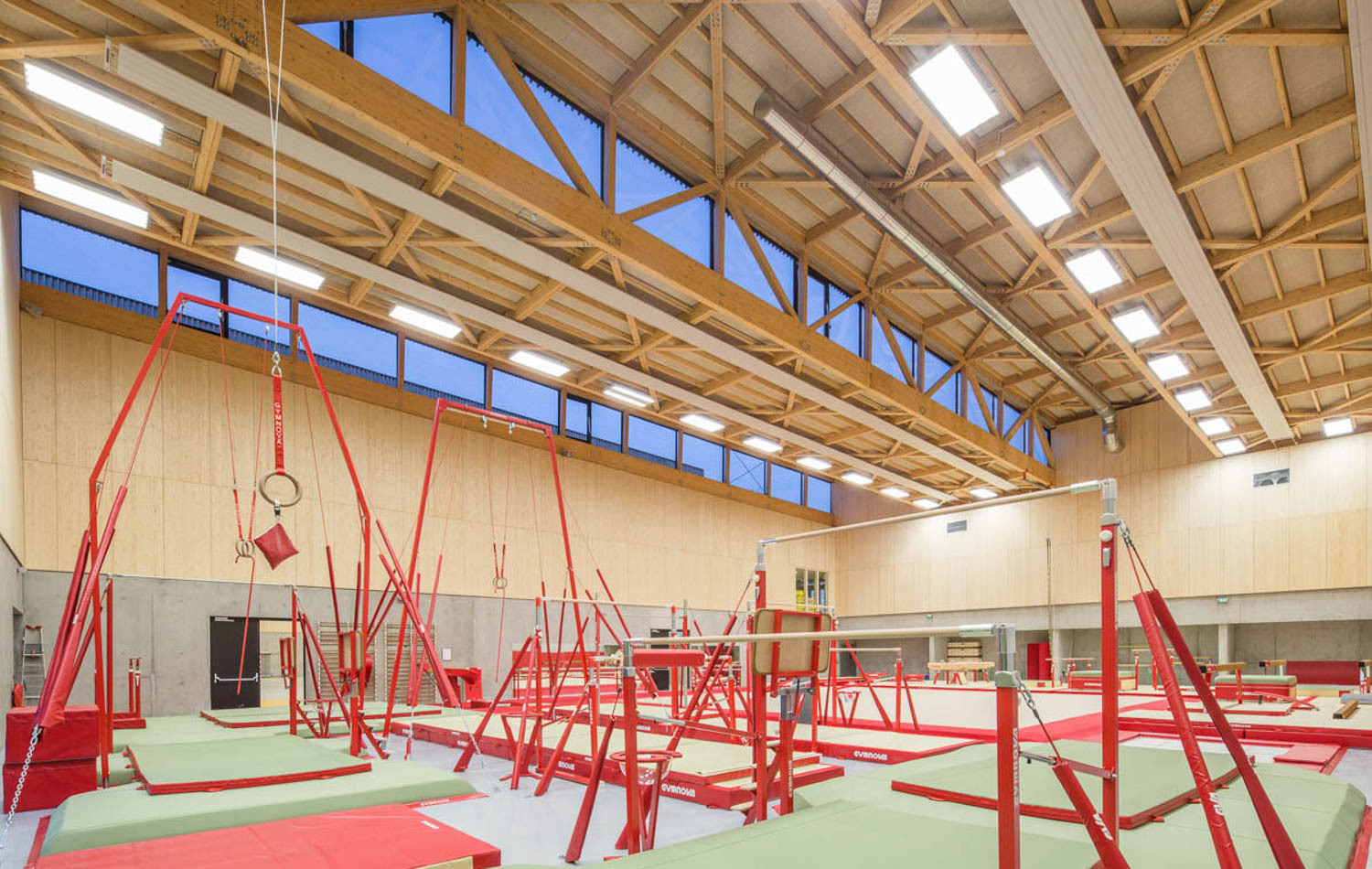
Gymnase bois Hacine-Chérifi prix World Architecture News en 2015 [28] - Tectoniques Architecture
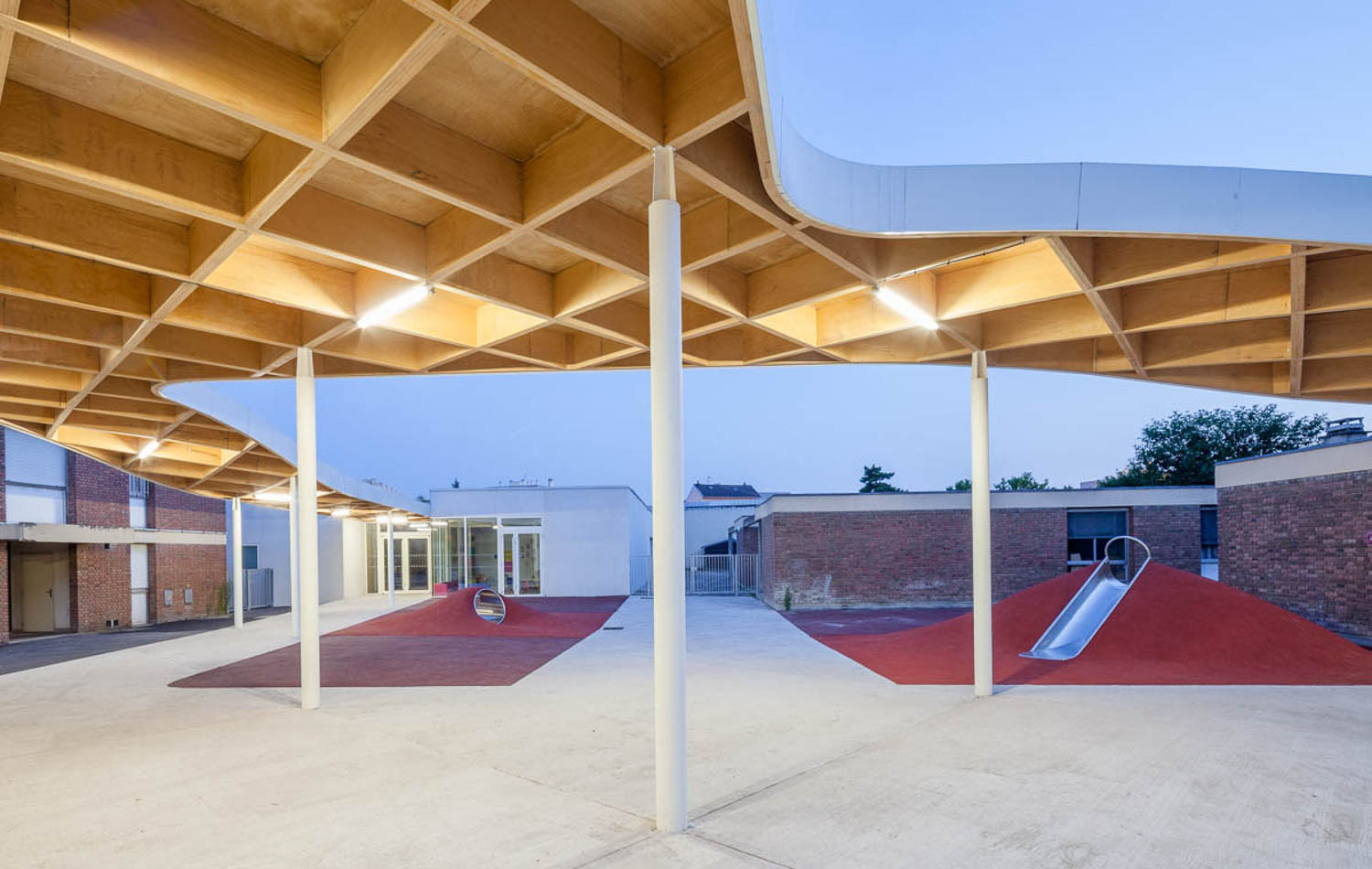
Ecole Charlie Chaplin, première utilisation de bois de hêtre en construction, 2014 - SAM Architecture
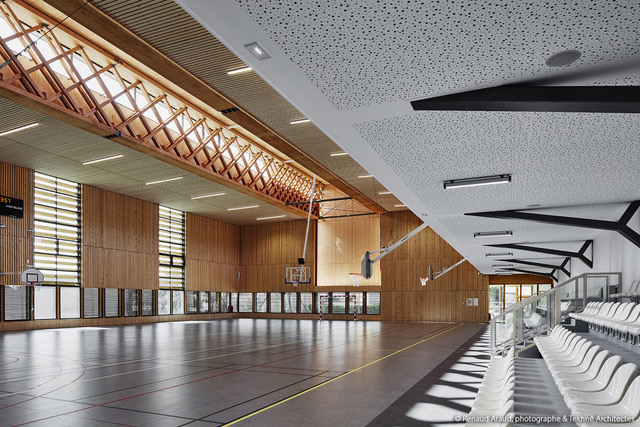
Halle de Donzère avec record de portée de 45m pour les poutres en treillis
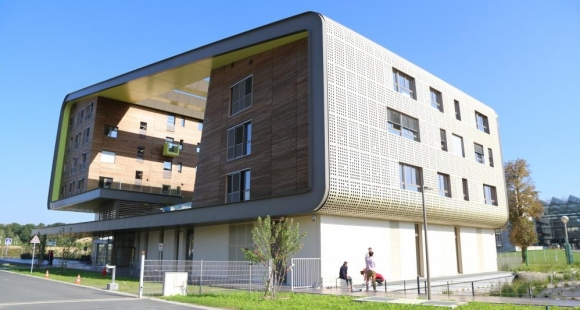
Bâtiment démonstrateur, le premier à énergie positive sur le Campus ENPC
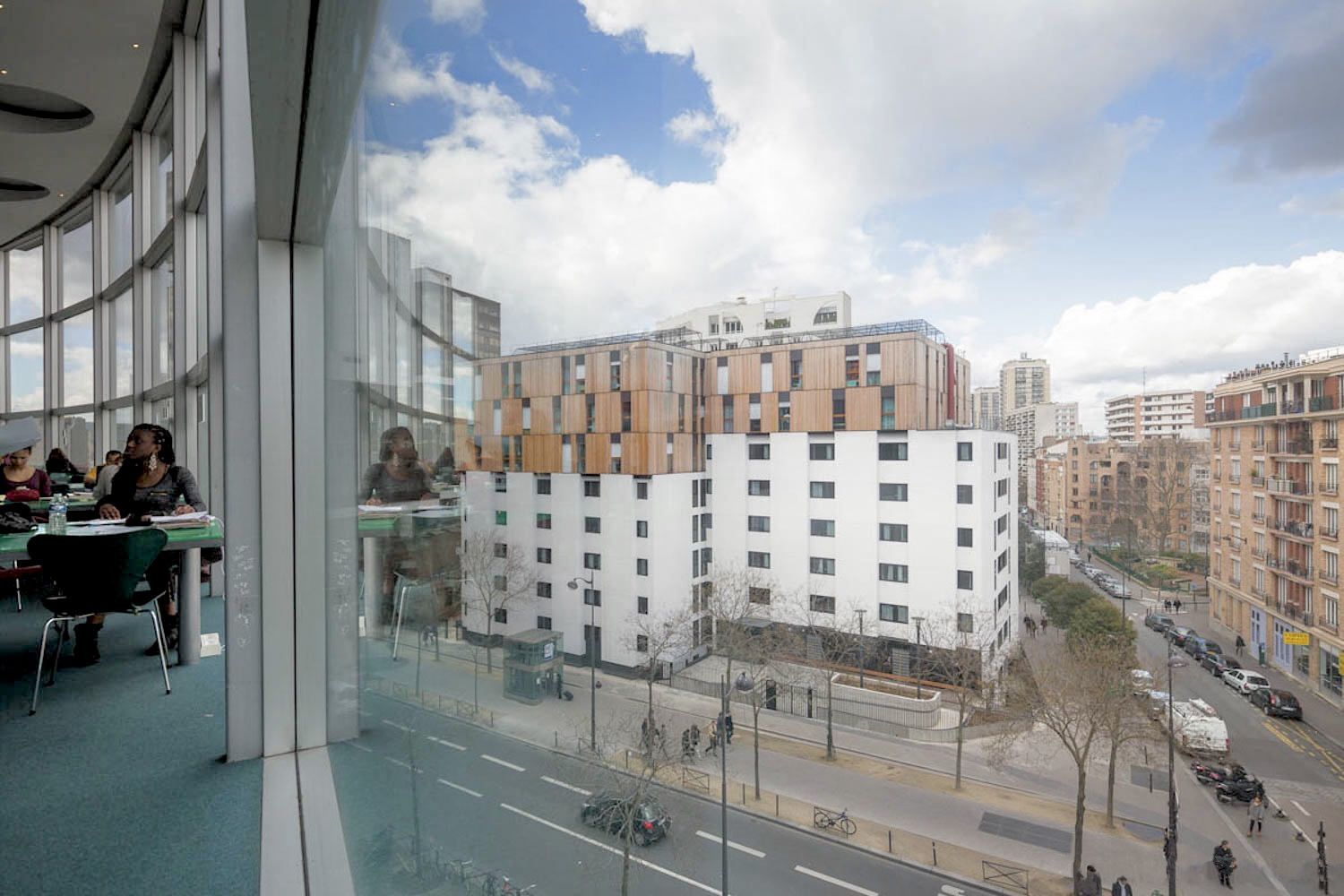
Surélévation en bois d'un foyer de migrants[32],
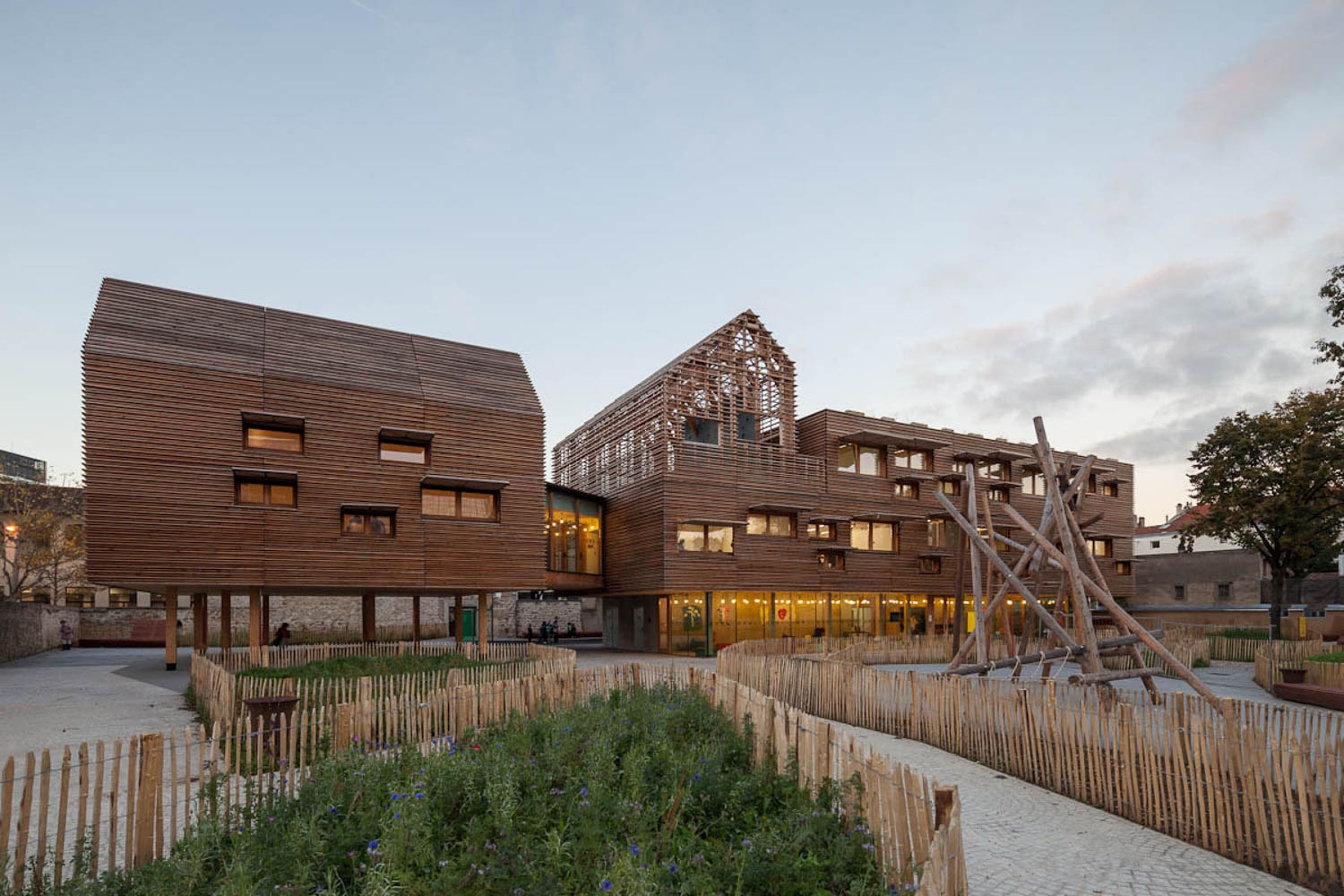
La maison du Val Caron, pôle petite enfance, La Défense
Appartement de haut standing, rue de Javel, Paris 15e.
Rénovation, rue Domrémy, Paris.